# Prostituzione in Romania
La prostituzione in Romania è depenalizzata, mentre è illegale ogni altra attività collaterale come il favoreggiamento, lo sfruttamento, l'organizzazione in luoghi chiusi come bordelli ed il controllo in generale da parti terze.

## Storia
Nel tardo XIX secolo e nella prima parte del XX secolo c'erano i bordelli legali. I bordelli furono proibiti dal regime comunista dalla fine degli anni 1940 e la prostituzione divenne un crimine nel 1957.
  La prostituzione è stata decriminalizzata il 1º febbraio 2014. Veniva considerata infracţiune e punibile con un anno di reclusione. Il governo romeno ha preso in considerazione di legalizzarla regolamentandola nel 2007, ma il progetto fu respinto perché la regolamentazione della prostituzione organizzata è contraria alla Convention for the Suppression of the Traffic in Persons and of the Exploitation of the Prostitution of Others della quale la Romania fa parte. Anche la Chiesa ortodossa rumena si oppose a questa proposta.
Nel 2008 la TAMPEP pubblica report in cui si evince che la Romania è il primo paese esportatore di prostitute dell'Unione Europea.
Nel 2010, Iana Matei viene nominata "European of the Year" dal Reader's Digest per l'aiuto alle vittime della tratta.

## Legge
L'adescamento è un illecito amministrativo (contravenție) punibile con ammenda di 500 - 1500 lei. Le autorità di Polizia giudiziaria controllano il territorio. Le prostitute affermano che gli organi di polizia sono corrotti e violenti nei loro confronti.
I clienti non sono perseguibili; tuttavia i clienti sono puniti se affermano che la prostituta è vittima di prostituzione forzata o che è minorenne.
Lo sfruttamento della prostituzione e il favoreggiamento sono punibili secondo codice penale (art. 213).

## Traffici
La Romania è tra gli 11 paesi elencati dalle Nazioni Unite come i più grandi serbatoi di prostitute d'Europa. La nazione è la fonte, transito e destinazione di esseri umani di molto traffico a scopo sessuale. La minoranza Rom è la più colpita, molte minorenni essendo esposte al traffico sessuale. Ogni anno migliaia di donne e bambini sono rapiti e sfruttati.
Vengono riportati diversi casi all'anno di corruzione tra i pubblici ufficiali che favoreggiano e sfruttano la prostituzione anche minorile.
Gli articoli 210, 211, e 367 del codice penale puniscono il traffico con 10 anni di prigione.
Il Dipartimento di Stato degli Stati Uniti d'America classifica i paesi in base ai loro sforzi per combattere la tratta di esseri umani. La Romania è classificata come paese di livello 2 (Tier 2), lo stesso dell'Italia, il che significa che il governo non soddisfa pienamente gli standard minimi per l'eliminazione della tratta di esseri umani, ma sta compiendo sforzi significativi per farlo.